# As Good as New
«As Good As New» (en español: «Tan bueno como nuevo») es una canción y un sencillo que publicó el grupo sueco ABBA. 

## La canción
Fue escrita por Björn y Benny. Fue grabada el 14 de marzo de 1979, en el estudio de Polar Music, llamada primero No Man's Land e It's Bitter Now. La canción tiene un estilo de música clásica, de alrededor de los siglos XVII y XVIII. La canción habla sobre como una pareja expresa que el sentimiento que tienen mutuamente es algo bueno, que será muy difícil de romper. Este tema viene incluido en el álbum Voulez-Vous como la pista n.º 1.
Comúnmente era interpretada por el grupo en sus giras de 1979 y de 1980. As Good As New fue sacado en México, mientras el resto del mundo disfrutaba de los sencillos Voulez Vous y Gimme! Gimme! Gimme! (porque en México no se lanzaron). El sencillo le dio a ABBA su noveno y último número uno en México siendo el sencillo más exitoso del grupo en ese país. En otros países se convirtió en el lado B de Estoy soñando. También fue lanzado como sencillo en Argentina y Bolivia.

## El lado B
I Have A Dream fue el lado B del sencillo. A pesar de que fue lanzada en Europa como sencillo lado A, en México y otros países de habla hispana fue reemplazada por su versión en español, Estoy soñando. Al lanzarse el sencillo As Good As New en México, RCA utilizó la canción como lado B, sabiendo que no la lanzarían como sencillo lado A.

## Posicionamiento
| Lista                                     | Posición |
| ----------------------------------------- | -------- |
| México Lista de Sencillos Internacionales | 1        |